# Pflegediagnose
Mit Pflegediagnosen werden pflegebegründende Aspekte, die sowohl körperliche, seelische als auch soziale Bezüge haben können, beschrieben oder bewertet. Pflegerische Diagnostik ist ein Bestandteil des Pflegeprozesses, sie unterscheidet sich von der ärztlichen Diagnosefindung. Mit einer eigenen Fachsprache sollen international einheitliche typische Pflegephänomene definiert werden, die pflegerisch erkennbar, benennbar und behandelbar sind.

## Definition
Die verschiedenen Autoren bzw. Pflegeklassifikationssysteme (welche Pflegediagnosen klassifizieren) definieren Pflegediagnosen unterschiedlich. Nachfolgend sind exemplarisch einige Definitionen aufgeführt.
Eine der ersten Definitionen stammt von McManus:

„Pflegediagnose ist die Identifizierung des Pflegeproblems und das Erkennen seiner zusammenhängenden Aspekte.“

In der Klassifikation Praxisorientierte Pflegediagnostik (POP) werden Pflegediagnosen wie folgt definiert:

„Pflegediagnosen sind Beschreibungen konkreter pflegerischer Einschätzungen von menschlichen, gesundheitsbezogenen Verhaltens- und Reaktionsweisen im Lebensprozess.“

Die Definition nach POP orientiert sich an der Definition von Pflege des International Council of Nursing (ICN). Dadurch umfasst die POP-Definition von Pflegediagnosen nicht nur Probleme und Defizite, sondern auch die positiven, gesunden Anteile von Menschen (Ressourcen).
Laut der North American Nursing Diagnosis Association International (NANDA-I) ist eine Pflegediagnose wie folgt definiert:

„Eine Pflegediagnose ist eine klinische Beurteilung einer menschlichen Reaktion auf Gesundheitszustände/Lebensprozesse oder einer Vulnerabilität für diese Reaktion eines Individuums, einer Familie, Gruppe oder Gemeinschaft. Eine Pflegediagnose stellt die Grundlage für die Auswahl der Pflegeinterventionen zur Erzielung von Outcomes dar, für die die Pflegefachpersonen verantwortlich sind.“

Der Pflegewissenschaftler Christoph Abderhalden definiert eine Pflegediagnose wie folgt:

„[…] eine Pflegediagnose […] eine möglichst kurze, prägnant formulierte, fachlich fundierte, auf systematisch erhobenen, subjektiven und objektiven Daten abgestützte Charakterisierung und Beurteilung der pflegerelevanten Probleme/Ressourcen von Pflegeempfängern/-innen, welche so differenziert ist, dass sie Fachpersonen aus der Pflege wesentliche Anhaltspunkte über Art und Ausmaß des Pflegebedarfs liefert und eventuell als grobe Handlungsorientierung dienen kann. Außerdem gibt er zwei Sichtweisen des Ausdruckes Pflegediagnosen an. In theoretisch-konzeptuellen Bedeutung ist eine Pflegediagnose eine Wissenseinheit, ein Baustein pflegerischen Fachwissens und/oder eine Benennung für eine solche Wissenseinheit. In der klinisch-praktischen Bedeutung ist sie die Bezeichnung für den zweiten Schritt des Pflegeprozesses.“

Fischer definiert etwas pragmatischer:

„Pflegeleistungen sollen gemessen werden, um zu sagen, ‚was die Pflege tut‘; Pflegediagnosen sollen verwendet werden, um zu sagen ‚warum sie dies tut‘.“

Mortensen definiert Pflegediagnosen wie folgt:

„Pflegediagnosen können als Phänomene beschrieben werden, welche Gesundheitsprobleme und Gesundheitszustände umfassen, auf welche die Pflege jeweils einwirkt: vorbeugend, beeinflussend oder fördernd.“

Eine ENP-Pflegediagnose ist ein Bestandteil der Pflegeklassifikation European Nursing care Pathways (ENP) und ist wie folgt definiert:

„Eine ENP-Pflegediagnose ist ein sprachlicher Ausdruck, den Pflegende, wenn möglich, gemeinsam mit dem Betroffenen und/oder seinen Angehörigen/Bezugspersonen basierend auf einer systematischen Einschätzung/Beurteilung (Assessment, Pflegeanamnese, körperliche Untersuchung) des Gesundheitszustandes und dessen psychischen, physiologischen und entwicklungsbedingten Auswirkungen oder der Reaktion auf Gesundheitsprobleme nutzen, um auf dieser Grundlage die Entscheidungen über Pflegeziele zu treffen und geeignete Pflegeinterventionen auszuwählen.“

Pflegediagnosen beschreiben die Reaktionen von Menschen auf den aktuellen Gesundheitsstatus und gesundheitsbezogene Ereignisse im Lebensprozess bzw. deren Umgang damit. Die pflegerische Beurteilung richtet sich am Erleben der Gesundheits- oder Krankheitssituationen von Menschen aus. Die medizinische Diagnostik und Therapie beschäftigen sich direkt mit den Krankheiten eines Menschen.
Um die Dokumentation des Pflegebedarfs zu verbessern und sich für DRGs vorzubereiten, führten viele Pflegeeinrichtungen die Pflegediagnostik ein. Die Implementierung von standardisierten Pflegediagnosen, -interventionen und -ergebnissen ermöglicht, die Praktikabilität und Effizienz des Managements von Pflegedaten zu steigern. Das Hinzufügen von NANDA-International Pflegediagnosen zu den DRG-Modellen erhöht deren Erklärungskraft bezüglich Aufenthaltsdauer, Kosten, Sterbewahrscheinlichkeit und Übertritt ins Pflegeheim um 30 Prozent. Sie stellen standardisierte Beschreibungen des Pflegebedarfs dar und ermöglichen, Pflegeleistungen anhand der DRGs gezielt zu begründen. Untersuchungen haben gezeigt, dass dank der Implementierung von NANDA-International Pflegediagnosen die Qualität von Pflegeassessments steigt und der Pflegebedarf gezielter erfasst wird.
Pflegediagnosen sind nicht dazu geeignet, den Pflegebedarf in Minutenwerten zu erfassen, da sie insbesondere potentielle Probleme erfassen und als Ziel die Aufmerksamkeit der zuständigen Pflegekräfte auf die Pflegeprobleme richten soll, z. B. bei der Krankenbeobachtung oder dem pflegerischen Handeln. 

## Arten von Pflegediagnosen
Es lassen sich folgende Arten von Pflegediagnosen unterscheiden:
- Aktuelle Pflegediagnosen definieren eine Situation, die, vergleichbar den medizinischen Diagnosen, durch Symptome nachweisbar und überprüfbar ist. Sie beinhalten den Pflegediagnosetitel, ätiologische Faktoren und Symptome.
- Hochrisiko- oder Gefährdungspflegediagnosen beziehen sich auf eine noch nicht eingetretene, aber mögliche Situation. Sie geben der Pflege Hinweise, eine Gefährdung für den Bewohner/Patienten zu erkennen und entsprechenden Maßnahmen frühzeitig einzuleiten (etwa Prophylaxe).
- Syndrompflegediagnosen fassen aktuelle und Hochrisiko- oder Gefährdungspflegediagnosen zu einem Syndrom zusammen.
- Gesundheits-Pflegediagnosen oder Wellness-Pflegediagnosen[7] dienen der allgemeinen Gesundheitsförderung einer Person. Sie bieten den so beratenen Menschen etwa die Möglichkeit eines verbesserten Ernährungsverhaltens, einer verbesserten Elternschaft oder eines verbesserten Familienlebens.
- Verdachts-Pflegediagnosen beschreiben mögliche vorliegende Probleme des Patienten, für deren Bestätigung oder Ausschluss jedoch zusätzlich Informationen benötigt werden.[8]

## Der diagnostische Prozess (nach Cox)
Die wesentlichen Elemente, die eine Pflegeperson für die Formulierung ihrer Diagnosen angeblich benötigt, sind Wahrnehmung, kognitive Verarbeitung, Beschreibung und Mitteilung des Wahrgenommenen. Dazu geht sie nach Cox folgende Schritte:
- Sammlung der Daten
- Identifizierung der allgemeinen Probleme
- Nochmalige Zusammenfassung der Daten (Clusterung gemäß der identifizierten Probleme)
- Evtl. Sammlung weiterer Daten (problemorientiertes Assessment)
- Generierung mehrerer diagnostischer Hypothesen
- Überprüfung der diagnostischen Hypothesen
- Auswahl der akkuratesten Pflegediagnose
- Validierung der Pflegediagnose
- Formulierung der diagnostischen Aussage

## Klassifikationssysteme
Die Entwicklung von Pflegediagnosen ist insbesondere in Kontext der Entwicklung von Klassifikationen in der Pflege zu verstehen. Diese dienen entweder als übergeordneter, fachsprachlicher Referenzrahmen, etwa International Classification of Nursing Practice oder zur konkreten Beschreibung von Teilaspekten des Pflegeprozesses. Zu letzterer zählen unter anderen folgende Klassifikationssysteme:
- der NANDA-International[9]
- die Praxisorientierte Pflegediagnostik (POP), die außerhalb der Klassifikation stehend exemplarische Pflegeziele und Maßnahmen zu jeder Pflegediagnose  bietet[10]
- die Nursing Interventions Classification (NIC), die Pflegemaßnahmen klassifiziert[11] Nursing Outcomes Classification (NOC), klassifiziert pflegerische Outcomes;[12]
- und die European Nursing Care Pathways (ENP), die Pflegediagnosen, -ziele und -maßnahmen in Form von ENP-Praxisleitlinien verbindet. Die Praxisleitlinien sind wissenschaftlich entwickelt, Validierungsarbeiten liegen vor und werden kontinuierlich aktualisiert. Sie wollen das aktuelle Pflegefachwissen repräsentieren, so der Anspruch der Entwickler.[13]

Den höchsten Bekanntheits- und Verbreitungsgrad hat dabei bislang die Klassifikation der NANDA International (NANDA-I) erreicht. NANDA-I entwickelt und fördert eine Pflegefachsprache, welche die klinischen Urteile von Pflegefachpersonen genau darstellt. Diese evidenzbasierte Darstellungsweise beinhaltet soziale, psychologische und spirituelle Dimensionen der Pflege. Im Jahr 2003 wurde die NANDA Taxonomiy II mit NIC und NOC zur NANDA-I-NIC-NOC Taxonomie, die auch als NNN-Taxonomie bezeichnet wird, zusammengeführt. Damit wurde eine Gesamtklassifikation für Pflegediagnosen, Pflegeinterventionen und Pflegeergebnisse entwickelt.
Darüber hinaus existieren international noch weitere Klassifikationen, die sich aber nicht durchsetzen konnten, etwa die Home Health Care Classification von V. K. Saba, die speziell für den Bereich der häuslichen Pflege entwickelt wurde.

## Pflegediagnose im Pflegeprozess
Im deutschsprachigen Raum wird die Pflegediagnose neben dem 5-Schritte-Prozess zumeist im 6-Schritte-Prozess verwendet:
{\displaystyle {\ce {Pflegeassessment -> Pflegediagnose -> Pflegeziele -> Pflegeplanung -> Pflegeintervention -> Pflegeevaluation}}}

## Beispiele aus der Altenpflege
Die Beispiele von Pflegediagnosen aus der Altenpflege beziehen sich auf einen ATL-/AEDL-Teil-Bereich (Alltagsaktivitäten-Pflegemodell)
Anmerkungen: Die nachfolgend aufgeführten „Pflegediagnosen“ sind nicht vollständig und werden erst zu einer pflegediagnostischen Aussage, wenn Kennzeichen und Ursachen mit angegeben werden. Die Formulierungen sind teilweise auf medizinisch orientierte Seiten verlinkt, so dass die Beschreibungen teilweise Symptome beschreiben und keine pflegerisch diagnostische Aussage darstellen. Teilweise haben die Formulierungen Ähnlichkeit mit NANDA-Pflegediagnosen, es sollte geprüft werden ob hier Quellenangaben sinnvoll sind.

### ATL Essen und Trinken können
- Mangelernährung
- Dehydratation
- Schluckstörung
- Selbstversorgungsdefizit in Bezug auf das Essen
- Übelkeit
- Aspirationsgefahr

### ATL Soziale Beziehungen und Bereiche sichern und gestalten
- Unterbrochene Familienprozesse (vgl. Familie)
- Gefahr einer Rollenüberlastung pflegender Angehöriger/Laien
- Rollenüberlastung pflegender Angehöriger/Laien
- Alkoholismusbedingt gestörte Familienprozesse
- Vereinsamungsgefahr
- Soziale Isolation

### ATL Sich bewegen können
- Gefahr der Immobilität
- Gefahr einer Unterbrechung der Zirkulation, Sensibilität oder Bewegungsfähigkeit einer Extremität

- Beeinträchtigte Bett-Mobilität
- Beeinträchtigte Transferfähigkeit (Bett-Stuhl usw.)
- Beeinträchtigte Rollstuhl-Mobilität
- Beeinträchtigte Gehfähigkeit